# Itajaí
Itajaí város Brazíliában, Santa Catarina államban. Lakosainak száma 264 054 fő (2022). Itajaí Balneário Camboriú, Navegantes, Brusque, Camboriú, Gáspár és Ilhota községekkel határos.

## Népesség
A település népességének változása:
| Lakosok száma | 147 494 | 183 373 | 223 112 | 226 617 | 264 054 |
|               | 2000    | 2010    | 2020    | 2021    | 2022    |